# Елкибаево (Удмуртия)
Елкибаево — деревня в Алнашском районе Удмуртии, входит в Байтеряковское сельское поселение. Находится в 16 км к югу от села Алнаши и в 102 км к юго-западу от Ижевска на левом берегу реки Тойма.
Население на 1 января 2008 года — 214 человек.

## История
В 1751 году открыт приход Свято-Троицкой церкви села Алнаши, в его состав вошли селения, ранее входившие в приход села Можга, в том числе Илкибаево. По итогам десятой ревизии 1859 года в 51 дворе казённой деревни Шудья-Екибаево Новая (Елкибаево) Елабужского уезда Вятской губернии проживало 150 жителей мужского пола и 170 женского, работали 2 мельницы. К 1897 году в деревне проживало 479 человек. В 1877 году открыт приход Христорождественской церкви села Асаново, в состав нового прихода среди прочих передана деревня Елкибаево.
В 1921 году, в связи с образованием Вотской автономной области, деревня передана в состав Можгинского уезда. В 1924 году при укрупнении сельсоветов она вошла в состав Асановского сельсовета Алнашской волости, а в следующем 1925 году передана в Байтеряковский сельсовет. В 1929 году упраздняется уездно-волостное административное деление и деревня причислена к Алнашскому району.
- Безкина Евдокия — член семьи кулака.
- Березкин Владимир Павлович (1908 г.р.) — кулак.
- Березкина Александра Афанасьевна — член семьи кулака.
- Березкина Мария Павловна — член семьи кулака.
- Березкин Герасим Владимирович (1926 г.р.) — член семьи кулака.
- Березкин Михаил Павлович — член семьи кулака.
- Гришкин Петр Васильевич (1885 г.р.) — кулак.
- Гришкина Евдокия Ивановна — член семьи кулака.
- Гришкина Ирина Петровна (1915 г.р.) — член семьи кулака.
- Тарасов Илья Павлович (1885 г.р.) — арестован 2 ноября 1937 года. Приговор: 10 лет.
- Тимашев Михаил Николаевич (1903 г.р.) — арестован 7 марта 1932 года. Приговор: 10 лет.

В 1933 году в деревне организована сельскохозяйственная артель (колхоз) «имени Яковлева». Согласно уставу: «…В члены артели могли вступить все трудящиеся, достигшие 16-летнего возраста (за исключением кулаков и граждан, лишенных избирательных прав)…». В 1934 году в колхозе имелись 2 товарные фермы: молочно-товарная и свиноводческая товарная. К 1936 году в колхозе имелись двигательная мельница, кузница для ремонта сельхозинвентаря. 21 декабря 1937 года на общем собрании членов колхоза принято решение о переименовании колхоза имени Яковлева в колхоз имени Ворошилова.
В 1950 году проводится укрупнение сельхозартелей колхоз «имени Ворошилова» упразднён, несколько соседних колхозов объединены в один колхоз «имени Калинина». В 1963 году Байтеряковский сельсовет упразднён и деревня причислена к Кучеряновскому сельсовету, а в 1964 году Кучеряновский сельсовет переименован в Байтеряковский сельсовет.
16 ноября 2004 года Байтеряковский сельсовет был преобразован в муниципальное образование «Байтеряковское» и наделён статусом сельского поселения.

## Население
| 2008 | 2010 | 2012 |
| ---- | ---- | ---- |
| 214  | ↘208 | ↘203 |

## Известные уроженцы, жители
Тимашев, Михаил Александрович (1905-1937) — удмуртский драматург, прозаик, театральный деятель.

## Инфраструктура
- Елкибаевская начальная школа — 13 учеников в 2008 году[16]
- Елкибаевский детский сад